# オリヴェーリ
オリヴェーリ（イタリア語: Oliveri, シチリア語: Uliveri）は、イタリア共和国シチリア州メッシーナ県にある、人口約2,100人の基礎自治体（コムーネ）。

## 地理

### 位置・広がり
メッシーナ県のコムーネ。県都メッシーナから西へ44kmの距離にある。

#### 隣接コムーネ
隣接するコムーネは以下の通り。
- ファルコーネ
- モンタルバーノ・エリコーナ
- パッティ

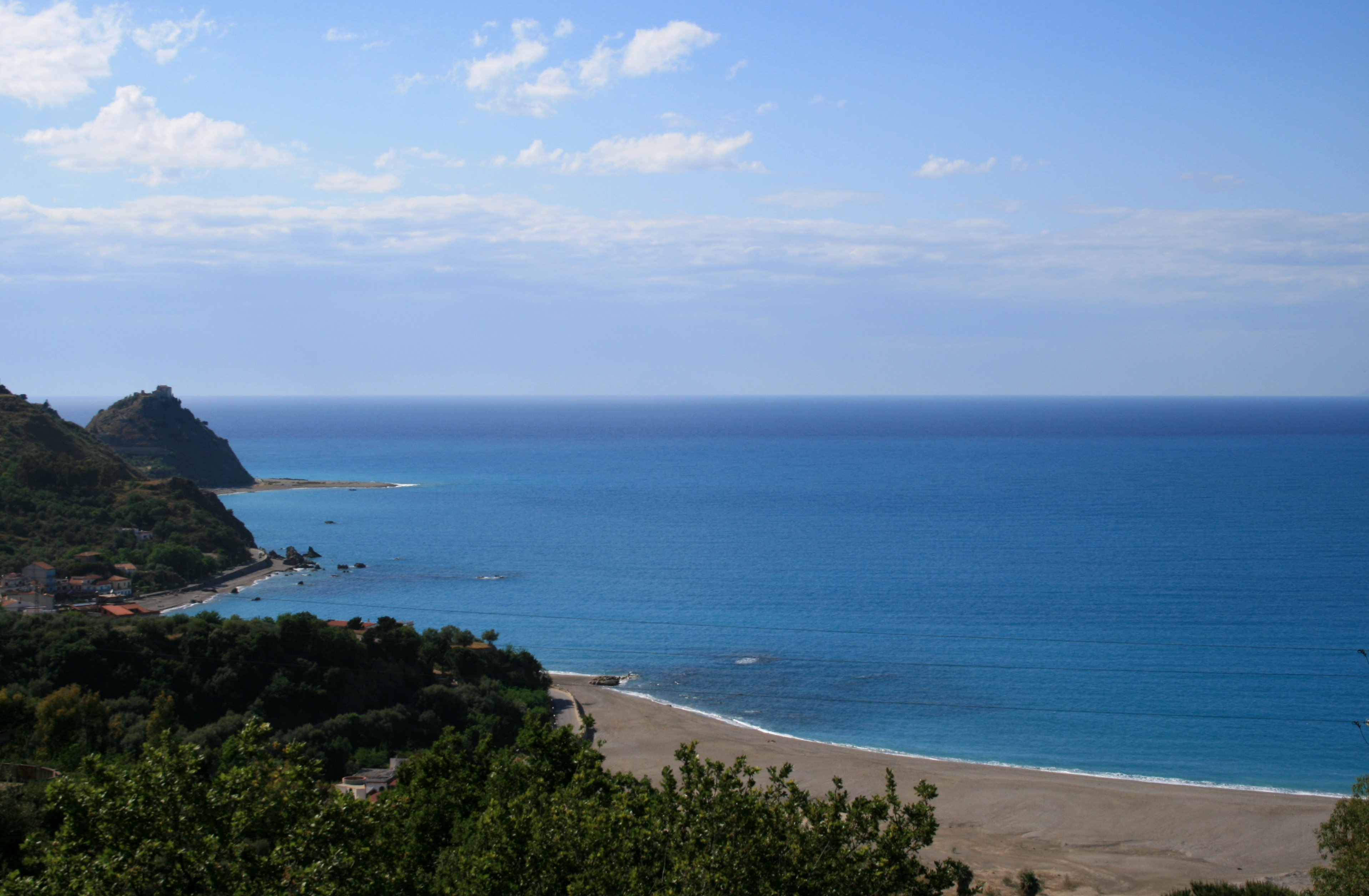
海岸